# Guido von List
Guido Karl Anton List, meglio conosciuto come Guido von List (Vienna, 5 ottobre 1848 – Berlino, 17 maggio 1919), è stato un poeta, giornalista ed esoterista austriaco.
I suoi studi sull'esoterismo e sui significati della cultura runica influenzarono notevolmente l'aspetto trascendentale dell'ideologia nazionalsocialista. È stato anche un imprenditore, alpinista, escursionista, vogatore e rivenditore di articoli in pelle.

## Biografia
Nacque a Vienna il 5 ottobre 1848, primogenito della famiglia di Maria e Karl Anton List, un ricco commerciante di prodotti in pelle. I List erano soliti portare il bambino a delle scampagnate nei dintorni della capitale; proprio grazie a queste Guido sviluppò un grande amore per la natura. Nonostante le origini cattoliche della famiglia abbandonò progressivamente la dottrina cristiana, rivelando sin da giovane una forte attrazione per le religioni tradizionali germaniche; la conversione al paganesimo cominciò nel 1862, quando, visitando le catacombe sottostanti la cattedrale di Santo Stefano, si inginocchiò davanti al rudere di un altare della cripta e promise di costruirvi, divenuto adulto, un tempio dedicato a Wotan. Tra il 1903 e il 1907 utilizzò occasionalmente il titolo di "von", ereditato dal cavaliere del XII secolo Burckhardt von List, e formalizzato dai magistrati viennesi il 2 ottobre 1907.

## Gli studi e le teorie
Traendo ispirazione dagli insegnamenti di Helena Blavatsky e coniugando occultismo gnostico, esoterismo, teosofia e nozioni apprese dagli scritti della società segreta dei Rosacroce, riuscì a delineare una visione storico-religiosa molto differente da quella imposta dalla società moderna. Nell'ottica di List e dei suoi sostenitori l'intera Terra era stata governata da una casta di re-sacerdoti, detentori del sapere ariosofico che egli chiama Armanenschaft, che rivestivano il loro ruolo in quanto appartenenti a una razza naturalmente superiore: la razza Aria, o Ariana. In seguito comincia a lavorare come giornalista e produce una serie di saggi e romanzi storici di un certo rilievo. La sua attività si estende su più fronti: la letteratura germanica venne studiata nella sua essenza metafisica, legge e medita l'Edda, l'Havamal e la Voluspa in cui ritrova tracce della antica sapienza ariana. Si interessa soprattutto al wotanismo occulto nella storia germanica e per studiarlo si dedicherà alla ricerca esoterica della chiave interpretativa dell'alfabeto runico.
Nel 1908 viene fondata da alcuni sostenitori di List la "Società Guido von List" che si proponeva di finanziare e incoraggiare ricerche storico-religiose e riunirà in sé tutti i nomi più importanti dell'esoterismo tedesco e austriaco dell'epoca. Presenti in numero notevole furono gli esponenti della Società Teosofica che opereranno per concretizzare le sue ricerche in un sistema filosofico il quale, nelle finalità del gruppo, sarebbe divenuto la teologia guida a cui avrebbe attinto la Nazione tedesca per la propria politica futura. In effetti, l'indagine storica ha uno scopo essenzialmente religioso ma con un suo braccio politico. Le sue teorie si diffusero presso le università dell'epoca poiché sembravano in completa armonia con gli ideali volkisch d'instaurazione di una nuova nazione germanica. La creazione, una élite occulta alla guida della nazione è uno degli aspetti della teologia listiana che ritroveremo nel braccio destro di Hitler, Heinrich Himmler. List creò una cerchia di dieci persone che chiamò Hoher Armanen-Orden ("Alto Ordine Armanico") e li condusse in tutta la Germania alla ricerca delle impronte di Wotan, dei luoghi in cui la manifestazione della vera sapienza ariana nascosta fosse fruibile dal gruppo attraverso la meditazione e la fusione con l'elemento naturale. List cadeva in trance toccando oggetti, oppure, focalizzando la mente su un particolare del luogo, riceveva visioni dell'antichità ariana; la sua ricerca si potrebbe definire sondaggio occulto proprio per questa particolarissima modalità di indagine.